# Rio (AV女優)
Rio（りお、1986年10月29日 - ）は、日本のタレント、女優、元AV女優、グラビアアイドル、歌手。
東京都出身。ティーパワーズ所属。かつてはジャスティス（オーバーヒート事業部）にも業務提携として所属していた。大手ライブチャットサイト、ジュエルのイメージモデルとしても抜擢された。

## 略歴
南越谷駅でスカウトされ、2005年11月、柚木ティナとしてMAX-A専属でAVデビュー。
2007年7月28日、Rioに改名することを自分のブログで発表。8月10日から新ブログを開始。
2008年2月、エスワン専属女優となる。
2009年3月からアイデアポケットに移籍と同時にMAX-Aに復帰。同年3月25日、スカパー!アダルト放送大賞の女優賞を受賞した。
2010年2月28日、AV女優専門キャバクラ「六本木Red Dragon親善大使」に任命された。
アダルトビデオ30周年記念企画（AV30）として2012年1月5日から2月29日まで行われた人気投票で、10位に選ばれている。
2013年12月4日、RIO名義で歌手デビュー。
2023年4月29日放送の『オールナイトフジコ』で約6年ぶりにメディア出演。

## 人物
- 父親が日本人で母親がポルトガル人の、ハーフ[1][注 1]。
- 特技はポルトガル語[1]。趣味は、ゴルフ、麻雀。
- 好きな食べ物は甘いもの。
- 愛犬の名前は“チーズ”と”チャマ”。
- アダルト誌だけでなく『ヤングジャンプ』などの青年誌でのグラビアやVシネマ、バラエティ番組にも出演。
- 初体験は高校1年生（16歳）の時、同じ歳の彼といつも待ち合わせ場所だった小学校。高校生のうちに5人経験。
- 好きな芸人は、三村マサカズ。

## 作品
名義欄の略称：T=柚木ティナ R=Rio

### デジタル写真集
| リスト | リスト                                                                | リスト | リスト                   | リスト         | リスト     |
| 名義   | 作品名                                                                | 発売日 | 発売元                   | 撮影者         | 備考       |
| ------ | --------------------------------------------------------------------- | ------ | ------------------------ | -------------- | ---------- |
| T      | Shake My Heart シェイクマイハート                                     | 2006年 | X CITY                   | 堂野一圭       |            |
| T      | Milky Angel ミルキーエンジェル                                        | 2007年 | X CITY                   | 堂野一圭       | トレカ連動 |
| T      | オトナの写真集 解禁!!                                                 | 2007年 | オープンモール(パピレス) |                |            |
| T      | ギリ写                                                                | 2008年 | オンフロックス(パピレス) |                |            |
| R      | sweet natural*                                                        | 2007年 | X CITY                   | KENJI ASAI     |            |
| R      | JUICY HONEY ジューシーハニー                                          | 2007年 | X CITY                   |                | トレカ連動 |
| R      | Fantasia ファンタジア                                                 | 2008年 | X CITY                   | マキハラススム |            |
| R      | ギリ見せ☆Rio vol.1 〔メイド姿で股間突き出し、ご主人様ハイどうぞ!!〕   | 2008年 | グラ魂書房               |                |            |
| R      | ギリ見せ☆Rio vol.2 〔激カワハーフ美少女が食い込み連発編〕             | 2008年 | グラ魂書房               |                |            |
| R      | ギリ見せ☆Rio vol.3 〔制服美少女がアレを盛大に吹きます!!編〕           | 2008年 | グラ魂書房               |                |            |
| R      | ギリ見せ☆Rio vol.4 〔捕らわれたネコ姿で最後までキレイにご奉仕編〕     | 2008年 | グラ魂書房               |                |            |
| R      | ギリ見せ☆Rio vol.5 〔エロエロメイドのイヤラシすぎる秘密のおねだり編〕 | 2008年 | グラ魂書房               |                |            |

### イメージビデオ
| リスト | リスト                             | リスト                                           | リスト                                        | リスト     | リスト     | リスト       | リスト           |
| 名義   | 作品名                             | 発売日                                           | 発売元 品番                                   | 監督       | 収録時間   | レイティング | 備考             |
| ------ | ---------------------------------- | ------------------------------------------------ | --------------------------------------------- | ---------- | ---------- | ------------ | ---------------- |
| T      | 大好き!                            | 2006年7月26日                                    | Loved、JP.COM、ビーエムドットスリー Loved-001 | Kenji Kato | 60分(86分) | R-15         | 1st写真集連動DVD |
| T      | 裸体 FULL NUDE                     | 2007年6月25日(セル) 2007年10月25日(ダウンロード) | シャッフル SFLB-065                           | 松本祐二   | 70分       | R-18         | 2nd写真集連動DVD |
| T      | どっきりDX DOKKIRI DELUXE          | 2007年9月27日                                    | キュープラス、竹緒 TQA-07                     |            | 60分       |              |                  |
| R      | ジューシーハニー JUICY HONEY Vol.7 | 2007年12月28日                                   | オルスタックピクチャーズ JYH-0007             |            | 50分(55分) | R-15         |                  |
| R      | X時間 エクスタシー 10              | 2008年7月1日                                     | ポータ・パブリッシング、ゴマブックス GBHL-024 | HIDETO     | 60分       |              |                  |

### アダルトビデオ
- 細字タイトルは既存の作品からのいいトコ取り、もしくはモザイク面積が小さくなったリマスター作品。
- デビュー作「熱風」から「妹の秘密」までの11作品は、セル版ケースサイズがCDケースと同じ大きさになっている。次作の「爽健美女」以降はトールケースとなっている。
- 本人出演の単体作品とダイジェスト作品を掲載。多人数で構成された再編集作品は割愛。

#### 柚木ティナ 名義(マックス・エー)
| リスト | リスト                                                                                          | リスト       | リスト                   | リスト                                                            | リスト |
| 作品名 | レンタル開始日(品番) 発売日(品番)                                                               | 監督         | 収録時間 レンタル / セル | 備考                                                              |        |
| --- | ----------------------------------------------------------------------------------------------- | ------------ | ------------------------ | ----------------------------------------------------------------- | ------ |
| 2005年 |                                                                                                 |              |                          |                                                                   |        |
| Hot Wind / 熱風                                                                                                   | 2005年11月22日(SRXV-304) ※DVD 2005年11月22日(XC-1415) ※VHS 2006年1月24日(XV-312)                | トシオウ     | 60分 / 120分             | バラエティ映像収録(セル版) デジタルリマスター版あり               |        |
| feel so good / 気分爽快                                                                                           | 2005年12月23日(SRXV-316) 2006年2月24日(XV-324)                                                  | トシオウ     | 80分 / 120分             | バラエティ映像収録(セル版)                                        |        |
| 2006年 |                                                                                                 |              |                          |                                                                   |        |
| Dramatic Love / ドラマティック・ラブ♥                                                                             | 2006年1月21日(SRXV-329) 2006年3月31日(XV-342)                                                   |              | 60分 / 120分             | バラエティ映像収録(セル版) デジタルリマスター版あり               |        |
| Talk to her... | 2006年2月21日(SRXV-341) 2006年4月28日(XV-356)                                                   | 高野平       | 60分 / 120分             | バラエティ映像収録(セル版)                                        |        |
| 印象派 / make my dream                                                                                            | 2006年3月24日(SRXV-353) 2006年5月25日(XV-367)                                                   | 福岡芳穂     | 60分 / 120分             | バラエティ映像収録(セル版) デジタルリマスター版あり               |        |
| コスプレ カフェ レストラン ようこそMax Cafeへ! ※レンタル版 コスプレ カフェ レストラン Max Cafeへようこそ! ※セル版 | 2006年4月21日(SRXV-365) 2006年7月25日(XV-390)                                                   | トシオウ     | 60分 / 120分             | バラエティ映像収録(セル版) オムニバス版・デジタルリマスター版あり |        |
| めぞん明歩 第二話                                                                                                 | 2006年5月21日(SRXV-376) 2006年5月21日(XV-360)                                                   | 村山恭助     | 90分 / 120分             | 特典映像収録(セル版、ただし柚木ティナの有無は未確認) ゲスト出演   |        |
| めぞん明歩 第二話                                                                                                 | 共演:吉沢明歩                                                                                   |              |                          |                                                                   |        |
| 幼な妻シリーズ第1弾 奥様はティナ! 「アナタ〜ご飯にする？ お風呂にする？ それとも!?」                              | 2006年5月21日(SRXV-378) 2006年6月29日(XV-380)                                                   | トシオウ     | 60分 / 120分             | バラエティ映像収録(セル版) デジタルリマスター版あり               |        |
| めぞん明歩 最終話                                                                                                 | 2006年6月21日(SRXV-388) 2006年6月21日(XV-371)                                                   | 村山恭助     | 90分 / 120分             | 特典映像収録(セル版、ただし柚木ティナの有無は未確認) ゲスト出演   |        |
| めぞん明歩 最終話                                                                                                 | 共演:吉沢明歩                                                                                   |              |                          |                                                                   |        |
| 監禁ボディドールXシリーズ第2話 秘密の森で 監禁ボディドールX 起因                                                  | 2006年6月21日(SRXV-390) 2006年8月21日(XV-401)                                                   |              | 100分 / 120分            | バラエティ映像収録(セル版) デジタルリマスター版あり               |        |
| The Secret of Younger Sister / 妹の秘密                                                                           | 2006年7月21日(SRXV-401) 2006年9月22日(XV-417)                                                   | 西澤幸紀     | 90分 / 120分             | バラエティ映像収録(セル版) デジタルリマスター版あり               |        |
| 爽健美女 | 2006年8月21日(SRXV-411) 2006年10月21日(XV-432)                                                  |              | 60分 / 120分             | バラエティ映像収録(セル版) デジタルリマスター版あり               |        |
| 情炎 ティナのミステリーツアー                                                                                     | 2006年9月22日(SRXV-421) 2006年11月22日(XV-446)                                                  | トシオウ     | 60分 / 120分             | バラエティ映像収録(セル版) デジタルリマスター版あり               |        |
| あぶない二人 | 2006年9月26日(SRXV-424) 2006年11月22日(XV-442)                                                  | トシオウ     | 70分 / 120分             | バラエティ映像収録(セル版) ゲスト出演                             |        |
| あぶない二人 | 共演：小川あさ美                                                                                |              |                          |                                                                   |        |
| ゴスロリシリーズ第2弾 ゴスロリコレクション / GOSULOLI COLLECTION                                                  | 2006年10月25日(SRXV-433) 2006年12月22日(XV-462)                                                 | 福岡芳穂     | 90分 / 120分             | バラエティ映像収録(セル版) 新基準モザイクステッカー貼付           |        |
| スポんchu♥ | 2006年11月22日(SRXV-444) 2007年1月16日(XV-473)                                                  | トシオウ     | 70分 / 120分             | バラエティ映像収録(セル版) 新基準モザイク表記あり                 |        |
| UREKKOシリーズ第1弾 UREKKO / She is so special Lover and Slave...                                                 | 2006年12月22日(SRXV-460) 2007年2月16日(XV-489)                                                  | 渡辺一幸     | 90分 / 120分             | バラエティ映像収録(セル版) 新基準モザイク表記あり                 |        |
| 2007年 |                                                                                                 |              |                          |                                                                   |        |
| MAX GIRLSシリーズ第1弾 MAX GIRLS よくばり大回転                                                                   | 2007年1月16日(SRXV-474) 2007年1月16日(XV-471)                                                   | 久蔵         | 120分 / 120分            | 新基準モザイク表記あり                                            |        |
| MAX GIRLSシリーズ第1弾 MAX GIRLS よくばり大回転                                                                   | 他出演:北原多香子、恋小夜、佐藤ローラ、藤森ねね、小栗杏菜                                       |              |                          |                                                                   |        |
| 制服狩り新シリーズ第1弾 制服狩り / The high school girl who put on a uniform is hunted.                           | 2007年1月30日(SRXV-484) 2007年1月30日(XV-485)                                                   | 西澤幸紀     | 120分 / 120分            | バラエティ映像収録 新基準モザイク表記あり                         |        |
| Welcome マックスソープ!! 泡!泡!泡姫参上!                                                                          | 2007年2月28日(SRXV-494) 2007年2月28日(XV-495)                                                   | トシオウ     | 120分 / 120分            | バラエティ映像収録 オムニバス版あり                               |        |
| MAX GIRLSシリーズ第3弾 MAX GIRLS 気まぐれ大回転                                                                   | 2007年3月16日(SRXV-501) 2007年3月16日(XV-502)                                                   | 久蔵         | 120分 / 120分            |                                                                   |        |
| MAX GIRLSシリーズ第3弾 MAX GIRLS 気まぐれ大回転                                                                   | 他出演:若菜ひかる、小栗杏菜、北原多香子、原更紗、恋小夜                                         |              |                          |                                                                   |        |
| セーラー服とマシンガン                                                                                            | 2007年3月23日(SRXV-505) 2007年3月23日(XV-506)                                                   | トシオウ     | 120分 / 120分            |                                                                   |        |
| 淫口シリーズ 淫口 / INKOU                                                                                         | 2007年4月20日(SRXV-519) 2007年4月20日(XV-521)                                                   | 長谷川九仁広 | 120分 / 120分            | バラエティ映像収録(セル版)                                        |        |
| MAX GIRLSシリーズ MAX GIRLS 完全撮り下ろし! イキまくり7人スペシャル                                               | 2007年5月18日(SRXV-529) 2007年5月18日(XV-531)                                                   | マックス中本 | 120分 / 120分            |                                                                   |        |
| MAX GIRLSシリーズ MAX GIRLS 完全撮り下ろし! イキまくり7人スペシャル                                               | 他出演:北原多香子、佐藤ローラ、恋小夜、原更紗、若菜ひかる、灘坂舞                               |              |                          |                                                                   |        |
| PASSION -嬢熱- | 2007年5月18日(SRXV-532) 2007年5月18日(XV-532)                                                   | 中目黒浩治   | 120分 / 120分            | バラエティ映像収録                                                |        |
| MAX GIRLSシリーズ MAX GIRLS 完全撮り下ろし! ヨガリまくり8人                                                       | 2007年6月15日(SRXV-543) 2007年6月15日(XV-542)                                                   | マックス中本 | 120分 / 120分            |                                                                   |        |
| MAX GIRLSシリーズ MAX GIRLS 完全撮り下ろし! ヨガリまくり8人                                                       | 他出演:みひろ、若菜ひかる、恋小夜、渚、吉崎直緒、美上セリ、橘くらら                             |              |                          |                                                                   |        |
| 新装開店!! MaxCafeへようこそ! / Welcome to Max-Cafe!!                                                             | 2007年6月15日(SRXV-547) 2007年6月15日(XV-544)                                                   | トシオウ     | 120分 / 120分            | バラエティ映像収録                                                |        |
| MAX GIRLSシリーズ 完全撮り下ろし180分!! MAX GIRLS 特大号                                                          | 2007年7月13日(SRXV-558) 2007年7月13日(XV-554)                                                   | 久蔵         | 180分 / 180分            | 2枚組                                                             |        |
| MAX GIRLSシリーズ 完全撮り下ろし180分!! MAX GIRLS 特大号                                                          | 他出演:北原多香子、恋小夜、佐藤ローラ、原更紗、長瀬茜、灘坂舞                                   |              |                          |                                                                   |        |
| ティナだっちゃ☆                                                                                                   | 2007年7月13日(SRXV-563) 2007年7月13日(XV-556)                                                   | トシオウ     | 120分 / 120分            | 「うる星やつら」のパロディ                                        |        |
| MAX GIRLSシリーズ MAX GIRLS 連続!連発!ハメまくり!!                                                                | 2007年8月17日(SRXV-571) 2007年8月17日(XV-564)                                                   | 久蔵         | 120分 / 120分            |                                                                   |        |
| MAX GIRLSシリーズ MAX GIRLS 連続!連発!ハメまくり!!                                                                | 他出演:長瀬茜、橘くらら、渚、吉崎直緒、北原多香子、キヨミジュン                                 |              |                          |                                                                   |        |
| PARADISE 夢の中へ / Into Tina's dream...                                                                          | 2007年8月17日(SRXV-573) 2007年8月17日(XV-566)                                                   | トシオウ     | 120分 / 120分            | バラエティ映像収録                                                |        |
| 新基準デジタルリマスター 熱風&ドラマティック・ラブ                                                                | 2007年9月28日(SRXV-590) 2007年9月28日(XV-583)                                                   | マックス中本 | 120分 / 120分            |                                                                   |        |
| 新基準デジタルリマスター 熱風&ドラマティック・ラブ                                                                | 収録作品:「熱風」「ドラマティック・ラブ」より本編のみ映像特典無し                               |              |                          |                                                                   |        |
| 新基準デジタルリマスター 印象派&ようこそMax Cafeへ!                                                               | 2007年10月26日(SRXV-601) 2007年10月26日(XV-594)                                                 | マックス中本 | 120分 / 120分            |                                                                   |        |
| 新基準デジタルリマスター 印象派&ようこそMax Cafeへ!                                                               | 収録作品:「印象派」「ようこそMax Cafeへ!」より本編のみ映像特典無し                              |              |                          |                                                                   |        |
| デジタルリマスター 奥様はティナ&妹の秘密                                                                          | 2007年11月23日(SRXV-608) 2007年11月23日(XV-601)                                                 | マックス中本 | 120分 / 120分            |                                                                   |        |
| デジタルリマスター 奥様はティナ&妹の秘密                                                                          | 収録作品:「奥様はティナ」「妹の秘密」より本編のみ映像特典無し                                   |              |                          |                                                                   |        |
| デジタルリマスター 情炎&爽健美女                                                                                  | 2007年12月28日(SRXV-620) 2007年12月28日(XV-613)                                                 | トシオウ     | 120分 / 120分            |                                                                   |        |
| デジタルリマスター 情炎&爽健美女                                                                                  | 収録作品:「情炎」「爽健美女」より本編のみ映像特典無し                                           |              |                          |                                                                   |        |
| 2008年 |                                                                                                 |              |                          |                                                                   |        |
| デジタルリマスター 監禁ボディドールX 起因&秘蔵映像                                                                | 2008年1月25日(SRXV-630) 2008年1月25日(XV-623)                                                   | マックス中本 | 180分 / 180分            |                                                                   |        |
| デジタルリマスター 監禁ボディドールX 起因&秘蔵映像                                                                | 収録作品:「監禁ボディドールX 起因」より本編のみ、“秘蔵映像”は一部作品からの特典映像ダイジェスト |              |                          |                                                                   |        |
| めぞん明歩 完全版                                                                                                 | 2008年11月28日(SRXV-703) 2008年11月28日(XV-692)                                                 | 村山恭介     | 120分 / 120分            | ゲスト出演                                                        |        |
| めぞん明歩 完全版                                                                                                 | 共演:吉沢明歩                                                                                   |              |                          |                                                                   |        |
| めぞん明歩 完全版                                                                                                 | 収録作品:「めぞん明歩 第一話」「めぞん明歩 第二話」「めぞん明歩 最終話」より                    |              |                          |                                                                   |        |

#### Rio 名義(マックス・エー)
| リスト                                                         | リスト                                                                                                  | リスト     | リスト   | リスト                   | リスト |
| 作品名                                                         | レンタル開始日(品番) 発売日(品番)                                                                       | 監督       | 収録時間 | 備考                     |        |
| -------------------------------------------------------------- | --- | ---------- | -------- | ------------------------ | ------ |
| 2007年                                                         | |            |          |                          |        |
| MAX GIRLSシリーズ MAX GIRLS 大感謝祭                           | 2007年10月12日(SRXV-591) 2007年10月12日(XV-584)                                                         |            | 120分    |                          |        |
| MAX GIRLSシリーズ MAX GIRLS 大感謝祭                           | 他出演:北原多香子、美上セリ、渚、橘くらら、長瀬茜、キヨミジュン、小泉梨菜                               |            |          |                          |        |
| 連続絶頂イカせFUCK / Endless Ecstasy Fuck                      | 2007年10月12日(SRXV-592) 2007年10月12日(XV-585)                                                         | 中目黒浩治 | 120分    |                          |        |
| MAX GIRLSシリーズ MAX GIRLS ecstasy                            | 2007年11月9日(SRXV-602) 2007年11月9日(XV-595)                                                           | 久蔵       | 120分    |                          |        |
| MAX GIRLSシリーズ MAX GIRLS ecstasy                            | 他出演:長瀬茜、北原多香子、吉崎直緒、キヨミジュン、小泉梨菜、原更紗、橋本美歩                           |            |          |                          |        |
| 野外DE潮吹きSEX                                                | 2007年11月9日(SRXV-603) 2007年11月9日(XV-596)                                                           | 中目黒浩治 | 120分    |                          |        |
| MAX GIRLSシリーズ MAX GIRLS exciting                           | 2007年12月14日(SRXV-612) 2007年12月14日(XV-605)                                                         | 久蔵       | 120分    |                          |        |
| MAX GIRLSシリーズ MAX GIRLS exciting                           | 他出演:小泉梨菜、キヨミジュン、長瀬茜、橘くらら、吉崎直緒、北原多香子、鮎川なお、篠崎ミサ、有希ちな     |            |          |                          |        |
| 女教師狩り 涙の教育実習生 / FEMALE TEACHER HUNTING             | 2007年12月14日(SRXV-615) 2007年12月14日(XV-608)                                                         | 中目黒浩治 | 120分    |                          |        |
| 2008年                                                         | |            |          |                          |        |
| MAX GIRLSシリーズ MAX GIRLS 1 The golden age                   | 2008年1月11日(SRXV-621) 2008年1月11日(XV-614)                                                           | 久蔵       | 120分    |                          |        |
| MAX GIRLSシリーズ MAX GIRLS 1 The golden age                   | 他出演:灘坂舞、小泉梨菜、原更紗、篠崎ミサ、キヨミジュン、吉崎直緒、長瀬茜                               |            |          |                          |        |
| 鬼畜                                                           | 2008年1月11日(SRXV-623) 2008年1月11日(XV-616)                                                           | 鷹洲旭     | 120分    | デジタルモザイク表記あり |        |
| 2009年                                                         | |            |          |                          |        |
| MAX GIRLSシリーズ MAX GIRLS 15 拘束×いじめ 10連発              | 2009年3月6日(SRXV-734) 2009年3月6日(XV-723)                                                             | 久蔵       | 180分    | デジタルモザイク表記あり |        |
| MAX GIRLSシリーズ MAX GIRLS 15 拘束×いじめ 10連発              | 他出演:夏咲まりみ、藤崎セシル、光月夜也、桜木凛、希志あいの、伊東遥、黒木アリサ、鈴木ミント、千堂まゆみ |            |          |                          |        |
| 世界に一つだけのRio×MAX-A                                      | 2009年3月6日(SRXV-735) 2009年3月6日(XV-724)                                                             | トシオウ   | 120分    | デジタルモザイク表記あり |        |
| MAX GIRLSシリーズ MAX GIRLS 16 誘惑×痴女                       | 2009年4月10日(SRXV-745) 2009年4月10日(XV-734)                                                           | 久蔵       | 180分    | デジタルモザイク表記あり |        |
| MAX GIRLSシリーズ MAX GIRLS 16 誘惑×痴女                       | 他出演:伊東遥、光月夜也、桜木凛、夏咲まりみ、朝日奈あかり、鈴木ミント、藤崎セシル、安藤美沙             |            |          |                          |        |
| Rioしかできない究極のベロチュー                                | 2009年4月10日(SRXV-747) 2009年4月10日(XV-736)                                                           | 中目黒浩治 | 120分    | デジタルモザイク表記あり |        |
| MAX GIRLSシリーズ MAX GIRLS 20 浴衣×FUCK                       | 2009年8月14日(SRXV-784) 2009年8月14日(XV-773)                                                           | 久蔵       | 180分    | デジタルモザイク表記あり |        |
| MAX GIRLSシリーズ MAX GIRLS 20 浴衣×FUCK                       | 他出演:藤崎りお、朝日奈あかり、伊東遥、椎名ゆな、安藤美沙、中野愛里、叶桃花、一ノ瀬アメリ、結希レイナ   |            |          |                          |        |
| 声を出せない状況のRioに挿入してみた。                          | 2009年8月14日(SRXV-788) 2009年8月14日(XV-777)                                                           | 中目黒浩治 | 120分    | デジタルモザイク表記あり |        |
| MAX GIRLSシリーズ MAX GIRLS 21 アメスク×FUCK                   | 2009年9月11日(SRXV-791) 2009年9月11日(XV-780)                                                           | 久蔵       | 180分    | デジタルモザイク表記あり |        |
| MAX GIRLSシリーズ MAX GIRLS 21 アメスク×FUCK                   | 他出演:伊東遥、叶桃花、椎名ゆな、一ノ瀬アメリ、卯月麻衣、藤崎りお、光月夜也、希志あいの                 |            |          |                          |        |
| 強制ワイセツ痴漢                                               | 2009年9月11日(SRXV-796) 2009年9月11日(XV-785)                                                           | 中目黒浩治 | 120分    | デジタルモザイク表記あり |        |
| MAX GIRLSシリーズ MAX GIRLS 22 ランジェリー×FUCK               | 2009年10月9日(SRXV-800) 2009年10月9日(XV-789)                                                           | 久蔵       | 180分    | デジタルモザイク表記あり |        |
| MAX GIRLSシリーズ MAX GIRLS 22 ランジェリー×FUCK               | 他出演:伊東遥、葉月しおり、藤崎りお、一ノ瀬アメリ、朝日奈あかり、椎名ゆな                               |            |          |                          |        |
| Rioがいきなりフェラ、すぐSEX。                                 | 2009年10月9日(SRXV-804) 2009年10月9日(XV-793)                                                           | 中目黒浩治 | 120分    | デジタルモザイク表記あり |        |
| MAX GIRLSシリーズ MAX GIRLS 23 金ビキニ×ズラしハメ             | 2009年11月13日(XV-796)                                                                                  | TgC        | 180分    | デジタルモザイク表記あり |        |
| MAX GIRLSシリーズ MAX GIRLS 23 金ビキニ×ズラしハメ             | 他出演:伊東遥、葉月しおり、藤崎りお、一ノ瀬アメリ、ひなた結衣、希志あいの                               |            |          |                          |        |
| OL STYLE 制服のままイカせて                                    | 2009年11月13日(XV-800)                                                                                  | 中目黒浩治 | 120分    | デジタルモザイク表記あり |        |
| MAX GIRLSシリーズ MAX GIRLS 24 サンタ×FUCK                     | 2009年12月11日(XV-804)                                                                                  | TgC        | 180分    | デジタルモザイク表記あり |        |
| MAX GIRLSシリーズ MAX GIRLS 24 サンタ×FUCK                     | 他出演:伊東遥、一ノ瀬アメリ、小沢アリス、ひなた結衣、藤崎りお、葉月しおり                               |            |          |                          |        |
| 大好きな彼女と二人っきりで夜キャンプ                           | 2009年12月11日(XV-809)                                                                                  | 中目黒浩治 | 120分    | デジタルモザイク表記あり |        |
| 2010年                                                         | |            |          |                          |        |
| MAX GIRLSシリーズ MAX GIRLS 25 制コレ×FUCK                     | 2010年1月8日(XV-812)                                                                                    | TgC        | 200分    |                          |        |
| MAX GIRLSシリーズ MAX GIRLS 25 制コレ×FUCK                     | 他出演:伊東遥, ひなた結衣, 葉月しおり, 小沢アリス, 藤崎りお, 希志あいの                                 |            |          |                          |        |
| AV見ようと思ったら店員がRio                                    | 2010年1月8日(XV-817)                                                                                    | コハク碧   | 120分    |                          |        |
| MAX GIRLSシリーズ MAX GIRLS26 ナース×ストッキング              | 2010年2月12日(XV-821)                                                                                   | TgC        | 180分    |                          |        |
| MAX GIRLSシリーズ MAX GIRLS26 ナース×ストッキング              | 他出演:伊東遥, 藤崎りお, 小沢アリス, 一ノ瀬アメリ, 歩原ひかる, 青木莉子                                 |            |          |                          |        |
| 若妻Rio あなたゴメンナサイ!!                                   | 2010年2月12日(XV-825)                                                                                   | 中目黒浩治 | 120分    |                          |        |
| MAX GIRLSシリーズ MAX GIRLS27 OL×本番                          | 2010年3月12日(XV-829)                                                                                   | TgC        | 180分    |                          |        |
| MAX GIRLSシリーズ MAX GIRLS27 OL×本番                          | 他出演:伊東遥, 歩原ひかる, 小沢アリス, 一ノ瀬アメリ, 青木莉子, 藤崎りお                                 |            |          |                          |        |
| 手コキ淫語一生懸命あなたの射精をお手伝いします                 | 2010年3月12日(XV-833)                                                                                   | 中目黒浩治 | 120分    |                          |        |
| MAX GIRLSシリーズ MAX GIRLS28 家庭教師のお姉さんが教えてあげる | 2010年4月9日(XV-837)                                                                                    | TgC        | 180分    |                          |        |
| MAX GIRLSシリーズ MAX GIRLS28 家庭教師のお姉さんが教えてあげる | 他出演:歩原ひかる, 伊東遥, 藤崎りお, 青木莉子, 小沢アリス                                               |            |          |                          |        |
| 巫女のあそこが濡れる頃に                                       | 2010年4月23日(XV-843)                                                                                   | 中目黒浩治 | 150分    |                          |        |
| MAX GIRLS29 若妻のおねだりSEX                                  | 2010年5月14日(XV-845)                                                                                   | TgC        | 160分    |                          |        |
| MAX GIRLS29 若妻のおねだりSEX                                  | 他出演:伊東遥, 小沢アリス, 藤崎りお                                                                     |            |          |                          |        |
| OL Rioのいやらしく刺激的なSEX                                  | 2010年5月28日(XV-851)                                                                                   | 中目黒浩治 | 160分    |                          |        |

#### 柚木ティナ と Rio 両名義(マックス・エー)
| リスト                                    | リスト | リスト       | リスト   | リスト | リスト |
| 作品名                                    | レンタル開始日(品番) 発売日(品番) | 監督         | 収録時間 | 備考   |        |
| ----------------------------------------- | --- | ------------ | -------- | ------ | ------ |
| 2008年                                    | |              |          |        |        |
| Only MAX ティナ&Rio 3時間 PREMIUM Edition | 2008年4月11日(SRXV-647) 2008年4月11日(XV-639) | 久蔵         | 180分    |        |        |
| Only MAX ティナ&Rio 3時間 PREMIUM Edition | 収録作品:“MAX GIRLS”シリーズに出演した映像の再編集版。収録内容「寝起きH」「オナニー」「バニーちゃん」「浴衣H」「感じるトコロ」「お料理コーナー」「ポップなティナ」「いじめたい」「エロカワRio」「女教師」「ビキニで」 |              |          |        |        |
| ティナ&Rio PREMIUM BOX Vol.1              | 2008年8月22日(PRXV-028) 2008年8月22日(PXV-038) | マックス中本 | 480分    | 2枚組  |        |
| ティナ&Rio PREMIUM BOX Vol.1              | 収録作品:「Talk to her...」「UREKKO」「PARADISE」「セーラー服とマシンガン」「ティナだっちゃ☆」の再編集完全ノーカット版                                                                                                |              |          |        |        |
| ティナ&Rio PREMIUM BOX Vol.2              | 2008年10月24日(PRXV-033) 2008年10月24日(PXV-043) | マックス中本 | 450分    | 2枚組  |        |
| ティナ&Rio PREMIUM BOX Vol.2              | 収録作品:「Max Cafeへようこそ!」「ゴスロリコレクション」「Welcome マックスソープ!!」「新装開店!! MaxCafeへようこそ!」「野外DE潮吹きSEX」の再編集完全ノーカット版                                                      |              |          |        |        |
| ティナ&Rio PREMIUM BOX Vol.3              | 2008年12月26日(PRXV-036) 2008年12月26日(PXV-046) | マックス中本 | 460分    | 2枚組  |        |
| ティナ&Rio PREMIUM BOX Vol.3              | 収録作品:「気分爽快」「ドラマティック・ラブ♥」「奥様はティナ!」「監禁ボディドールX」「情炎」「制服狩り」の再編集完全ノーカット版                                                                                      |              |          |        |        |
| 2009年                                    | |              |          |        |        |
| ティナ&Rio PREMIUM BOX Vol.4              | 2009年4月24日(PRXV-041) 2009年4月24日(PXV-056) | マックス中本 | 420分    | 2枚組  |        |
| ティナ&Rio PREMIUM BOX Vol.4              | 収録作品:「印象派」「妹の秘密」「爽健美女」「淫口」「連続絶頂イカせFUCK」の再編集完全ノーカット版 |              |          |        |        |
| ティナ&Rio PREMIUM BOX Vol.5              | 2009年7月24日(PRXV-042) 2009年7月24日(PXV-063) | マックス中本 | 460分    | 2枚組  |        |
| ティナ&Rio PREMIUM BOX Vol.5              | 収録作品:「熱風」「スポんchu♥」「PASSON」「女教師狩り」「鬼畜」の再編集完全ノーカット版 |              |          |        |        |
| 2010年                                    | |              |          |        |        |

#### Rio 名義(エスワン)
| リスト                                                                                            | リスト                                                                                  | リスト    | リスト                   | リスト | リスト |
| 作品名                                                                                            | レンタル開始日(品番) 発売日(品番)                                                       | 監督      | 収録時間 レンタル / セル | 備考 |        |
| ------------------------------------------------------------------------------------------------- | --------------------------------------------------------------------------------------- | --------- | ------------------------ | --- | ------ |
| 2008年                                                                                            |                                                                                         |           |                          | |        |
| オチンチン入れて♥※レンタル版 セル初×ギリギリモザイク×4時間※セル版                                 | 2008年8月24日(5ONE-921) 2008年2月7日(ONED-921) ※DVD 2008年4月7日(ONE-921) ※VHS          | 秋秀人    | 200分 / 240分            | 2枚組(セル版) |        |
| オチンチン入れて♥ 学校でセックスしよっ♥※レンタル版 ギリギリモザイク 学校でセックスしよっ♥※セル版  | 2008年9月24日(5ONE-939) 2008年3月7日(ONED-939)※DVD 2008年5月7日(ONE-939) ※VHS           | 秋秀人    | 150分 / 180分            | |        |
| オチンチン入れて♥ ものすごい顔射※レンタル版 ハイパー×ギリギリモザイク ものすごい顔射※セル版       | 2008年10月24日(5ONE-955) 2008年4月7日(ONED-955)※DVD 2008年6月7日(ONE-955) ※VHS          | 秋秀人    | 90分 / 120分             | |        |
| オチンチン入れて♥ 絶頂本番SP※レンタル版 ハイパー×ギリギリモザイク ハイパーギリギリモザイク※セル版 | 2008年11月24日(5ONE-971) 2008年5月7日(ONED-971)                                         | 伊基公袁  | 90分 / 120分             | |        |
| ギリモザ Rioは潮吹き若奥様                                                                        | 未定 2008年6月7日(ONED-991)                                                             | 伊基公袁  | 120分                    | |        |
| ギリモザ 無限絶頂! 激イカセFUCK                                                                   | 未定 2008年7月7日(SOE-011)                                                              | [Jo]style | 120分                    | |        |
| ギリモザ 20コスチュームでパコパコ!                                                                | 未定 2008年8月7日(SOE-030)                                                              | 石橋渉    | 240分                    | 2枚組 |        |
| 完全限定生産×ハイモザver2.1 ハイパーギリモザMV                                                    | 未定 2008年9月19日(SOE-057)                                                             | 松本和彦  | 150分                    | |        |
| ギリモザ バコバコ乱交                                                                             | 未定 2008年10月19日(SOE-079)                                                            | 秋秀人    | 120分                    | |        |
| S1 SPECIAL COLLECTION S1特別企画! 完全撮り下ろし!! おっぱいモミモミインタビュー230分スペシャル!   | 未定 2008年10月19日(ONSD-248)                                                           |           | 230分                    | |        |
| S1 SPECIAL COLLECTION S1特別企画! 完全撮り下ろし!! おっぱいモミモミインタビュー230分スペシャル!   | 他出演:女優 計19人                                                                      |           |                          | |        |
| AVグランプリ2009参加作品 Wギリモザ Rioとゆま Rio×麻美ゆま                                         | 未定 2008年11月22日(AVGL-109)                                                           | 秋秀人    | 240分                    | AVグランプリ最優秀賞、セル売上賞最優秀賞、セル店賞最優秀賞、パッケージデザイン賞最優秀賞、女優作品部門最優秀賞 受賞            |        |
| AVグランプリ2009参加作品 Wギリモザ Rioとゆま Rio×麻美ゆま                                         | 他出演:麻美ゆま                                                                         |           |                          | |        |
| ギリモザ 潮吹きナースの誘惑看護                                                                   | 未定 2008年12月19日(SOE-121)                                                            | 秋秀人    | 120分                    | |        |
| 2009年                                                                                            |                                                                                         |           |                          | |        |
| ギリモザ めぞんTSUBAKI S1女優と24時間セックスざんまい!                                            | 未定 2009年1月7日(SOE-141)                                                              | 秋秀人    | 240分                    | 2枚組 一部シーンで他出演者のモザイク未処理が発覚し回収、修正版再発売(バーコードの背景が黄色)、クレームにより再度回収し販売中止 |        |
| ギリモザ めぞんTSUBAKI S1女優と24時間セックスざんまい!                                            | 他出演:吉沢明歩、麻美ゆま、みひろ、かすみりさ、初音みのり、佐山愛、相内リカ、あのあるる |           |                          | |        |
| ギリモザ 絶叫! ビッグマグナムFUCK                                                                 | 未定 2009年1月19日(SOE-143)                                                             | コハク碧  | 120分                    | |        |
| S1 GIRLS COLLECTION ギリモザ8時間                                                                 | 未定 2009年2月7日(ONSD-288)                                                             |           | 480分                    | 2枚組 |        |
| S1 GIRLS COLLECTION ギリモザ8時間                                                                 | 収録作品:「セル初」から「潮吹きナースの誘惑看護」までの11作品31コーナーのダイジェスト版 |           |                          | |        |
| ギリモザ めぞんTSUBAKI別館 イキまくり潮吹き大乱交                                                 | 未定 2009年3月19日(SOE-190)                                                             | 伊基公袁  | 240分                    | クレームにより発売日前に販売の中止が決定                                                                                       |        |
| ギリモザ めぞんTSUBAKI別館 イキまくり潮吹き大乱交                                                 | 他出演:吉沢明歩、麻美ゆま、みひろ、佐山愛、相内リカ、あのあるる、かすみりさ、初音みのり |           |                          | |        |
| ギリモザ めぞんエスワン別館 イキまくり潮吹き大乱交                                                | 未定 2009年6月19日(SOE-240)                                                             | 伊基公袁  | 240分                    | 「ギリモザ めぞんTSUBAKI別館」の改題発売                                                                                       |        |
| ギリモザ めぞんエスワン別館 イキまくり潮吹き大乱交                                                | 他出演:吉沢明歩、麻美ゆま、みひろ、かすみりさ、初音みのり、佐山愛、相内リカ、あのあるる |           |                          | |        |
| ギリモザ めぞんエスワン S1女優と24時間セックスざんまい!                                           | 未定 2009年7月19日(ONSD-340)                                                            | 秋秀人    | 240分                    | 「ギリモザ めぞんTSUBAKI」の改題再発売                                                                                         |        |
| ギリモザ めぞんエスワン S1女優と24時間セックスざんまい!                                           | 他出演:吉沢明歩、麻美ゆま、みひろ、かすみりさ、初音みのり、佐山愛、相内リカ、あのあるる |           |                          | |        |

#### Rio 名義(プレステージ)
- WATER POLE SPECIAL Rio+100TITLE（2009年2月3日）

#### Rio 名義(アイデアポケット)
| リスト                                                                                              | リスト | リスト     | リスト                   | リスト                   | リスト |
| 作品名                                                                                              | レンタル開始日(品番) 発売日(品番) | 監督       | 収録時間 レンタル / セル | 備考                     |        |
| --------------------------------------------------------------------------------------------------- | --- | ---------- | ------------------------ | ------------------------ | ------ |
| 2009年                                                                                              | |            |                          |                          |        |
| Rioの毎日カーニバル                                                                                 | 未定 2009年3月1日(IPTD-434) | 宇佐美忠則 | 180分                    | デジタルモザイク表記あり |        |
| Rioの濃厚な接吻とSEX                                                                                | 未定 2009年4月1日(IPTD-444) | 宇佐美忠則 | 170分                    | デジタルモザイク表記あり |        |
| Rio先生の誘惑授業                                                                                   | 未定 2009年7月1日(IPTD-464) |            | 160分                    | デジタルモザイク表記あり |        |
| Rioを気持ちよくイカせて                                                                             | 未定 2009年8月1日(IPTD-473)※DVD 2009年9月1日(9IPTD-473)※Blu-ray |            | 120分                    | デジタルモザイク表記あり |        |
| ミスキャンパスはSEXが大好き                                                                         | 未定 2009年9月1日(IPTD-483)※DVD 2009年10月1日(9IPTD-483)※Blu-ray | 沢庵       | 120分                    | デジタルモザイク表記あり |        |
| 僕とRioの甘〜い性活                                                                                 | 未定 2009年10月1日(IPTD-493)※DVD 2009年11月1日(9IPTD-493)※Blu-ray |            | 180分                    | デジタルモザイク表記あり |        |
| 隣のお姉さんはドスケベなスーパーアイドル あのスーパーアイドルがアナタの隣に引越してきたらどうする？ | 未定 2009年11月1日(IPTD-507)※DVD 2009年12月1日(9IPTD-507)※Blu-ray |            | 120分                    | デジタルモザイク表記あり |        |
| カテキョ PRIVATE TEACHER カワイイ顔してとってもスケベな家庭教師                                     | 未定 2009年12月1日(IPTD-518)※DVD |            | 120分                    | デジタルモザイク表記あり |        |
| 2010年                                                                                              | |            |                          |                          |        |
| 丸ごとりおっち8時間 Rioの楽園                                                                       | 未定 2010年1月1日(IDBD-208)※DVD |            | 480分                    | デジタルモザイク表記あり |        |
| 丸ごとりおっち8時間 Rioの楽園                                                                       | 収録作品:アイデアポケットの6作品に出演した映像の再編集版。収録内容「Rioの毎日カーニバル」「Rioの濃厚な接吻とSEX」「Rio先生の誘惑授業」「ミスキャンパスはSEXが大好き」「Rioを気持ちよくイカせて」「僕とRioの甘〜い性活」 |            |                          |                          |        |
| ゴージャス オナニーサポート アナタのオナニーをお手伝いします                                        | 2010年2月1日(IPTD-538)※DVD |            | 180分                    | デジタルモザイク表記あり |        |
| Rioかわいいハイスクール                                                                             | 2010年3月1日(IPTD-555)※DVD |            | 120分                    | デジタルモザイク表記あり |        |
| HIP ATTACK                                                                                          | 2010年4月1日(IPTD-563)※DVD |            | 180分                    | デジタルモザイク表記あり |        |
| 若奥様はお掃除フェラが大好き                                                                        | 2010年5月1日 (IPTD-584)※DVD |            | 120分                    | デジタルモザイク表記あり |        |

#### Rio 名義(ROOKIE)
- 空中レロレロ 超S級単体女優のエアキッス（2009年3月19日） 他出演：吉沢明歩、原更紗、吉崎直緒、みひろ、かすみりさ、上原カエラ

### アダルトビデオ(書籍扱い)
| リスト               | リスト                                                | リスト                                                            | リスト | リスト   | リスト |
| 作品名               | 発売日                                                | 発売元 品番                                                       | 監督   | 収録時間 | 備考   |
| -------------------- | ----------------------------------------------------- | ----------------------------------------------------------------- | ------ | -------- | ------ |
| 柚木ティナ Special   | 2006年7月                                             | サクセス・ビデオ・コミュニティー SDV-070 / ISBN 4-88288-764-9     |        | 120分    |        |
| 柚木ティナ Special   | 収録作品:「熱風」他を再編集                           |                                                                   |        |          |        |
| 柚木ティナ Special 2 | 2006年10月                                            | サクセス・ビデオ・コミュニティー SDV-079 / ISBN 4-88288-773-8     |        | 120分    |        |
| 柚木ティナ Special 2 | 収録作品:2タイトル(「ようこそMaxCafeへ」「」)を再編集 |                                                                   |        |          |        |
| 柚木ティナ Special 3 | 2007年1月                                             | サクセス・ビデオ・コミュニティー SDV-089 / ISBN 978-4-88288-783-6 |        | 120分    |        |
| 柚木ティナ Special 3 | 収録作品:3タイトル(「妹の秘密」「」「」)を再編集      |                                                                   |        |          |        |
| 柚木ティナ Special 4 | 2007年3月                                             | サクセス・ビデオ・コミュニティー SDV-095 / ISBN 978-4-88288-789-8 |        | 120分    |        |
| 柚木ティナ Special 4 | 収録作品:3タイトル(「UREKKO」「」「」)を再編集        |                                                                   |        |          |        |

### アダルトビデオ(海賊盤)
| リスト                              | リスト        | リスト                                              | リスト | リスト   | リスト |
| 作品名                              | 発売日        | 発売元 品番                                         | 監督   | 収録時間 | 備考   |
| ----------------------------------- | ------------- | --------------------------------------------------- | ------ | -------- | ------ |
| Real Ecstasy / リアル・エクスタシー | 不明          | マインドジョブ アートビジュアルプロジェクト MIJ-001 |        | 100分    |        |
| Real Ecstasy / リアル・エクスタシー | 収録作品:「」 |                                                     |        |          |        |

### 番組DVD
| 発売日         | タイトル                                 | 規格品番   | メーカー                          |
| -------------- | ---------------------------------------- | ---------- | --------------------------------- |
| 2008年12月24日 | やりすぎ超時間DVD 笑いっぱなし生伝説2008 | YRBY-90077 | よしもとアールアンドシー          |
| 2009年12月2日  | おねがい!マスカット アハハ編             | PCBE-12459 | ポニーキャニオン、プラスミックCFP |
| 2010年1月6日   | おねがい!マスカット ウフフ編             | PCBE-12460 | ポニーキャニオン、プラスミックCFP |

## ディスコグラフィ

### シングル
| 枚      | 発売日        | タイトル                                  | 規格品番                    | 規格品番   | 最高位  |
| 枚      | 発売日        | タイトル                                  | 限定盤                      | 通常盤     | 最高位  |
| Rio名義 | Rio名義       | Rio名義                                   | Rio名義                     | Rio名義    | Rio名義 |
| ------- | ------------- | ----------------------------------------- | --------------------------- | ---------- | ------- |
| 1st     | 2008年6月25日 | Platinum Venus                            | GYZL-10044                  | GYZL-10045 | 圈外    |
| RIO名義 |               |                                           |                             |            |         |
| 1st     | 2013年12月4日 | アイム・セクシー〜Da Ya Think I'm Sexy?〜 | VIZL-608（A） VIZL-609（B） | VICL-36850 | 39位    |

### 参加作品
| 発売日       | 商品名                          | 歌  | 楽曲             | 備考                             |
| ------------ | ------------------------------- | --- | ---------------- | -------------------------------- |
| 2009年7月3日 | Nitroplus Best Songs Collection | Rio | 「アイノコトバ」 | PCゲーム『スマガ』スピカテーマ曲 |

## 出演

### テレビドラマ
2009年
- 韓国語学堂 第2話「秒速恋愛」 （本人）※2012年6月『誘惑の語学スクールinソウル』としてDVD化

2010年
- 女子刑務所東三号棟8（ホステス）
- うぬぼれ刑事 第1話、最終話（リサ）
- ハンマーセッション!（学園購買部の購買員）
- 警視庁南平班〜七人の刑事〜2（神崎芽衣）

2011年
- 業界LOVESTORY～だからテレビはおもしろい～
- 専業主婦探偵〜私はシャドウ 第7話、最終話（瞳）

2012年
- 街占師 北白川晶子の事件占い2（武田沙織）

2013年
- 衝撃ゴウライガン!!（橘アキコ）
- LOVE理論（松永梨緒）

### 映画
- STOP THE BITCH CAMPAIGN STBC 援助交際撲滅運動（2009年、橘あずさ）
- コスプレ探偵 エピソードゼロ（2009年、来栖理央）
- ハードライフ～紫の青春・恋と喧嘩と特攻服～（2011年、里佳）
- 9 3/4（2012年、主演）
- 中学生円山

### オリジナルビデオ
- 女子アナ七瀬 -「秘密」の生活-（2006年、幸田七瀬）
- 秘書課ドロップ 秘密の花園、第二秘書課（2008年、榎本沙織）
- 秘書課ドロップ 美しき愛の砦（2008年、榎本沙織）
- ヤンキー女子高生〜茨城最強伝説〜（2008年、篠宮海久）

### テレビ番組
2006年
- ヴィーナス・フューチャー#99（エンタ!371）

2008年
- 今年も生だよ! 新春9時間笑いっぱなし伝説 2008年最も売れる吉本No.1芸人は誰だ!?（1月1日、テレビ東京）
- ハーレムナイト「Rioの楽園」（1月17日）
- おねがい!マスカット（テレビ東京/テレビ大阪、4月7日 - 2009年3月30日）
- たった一言で大爆笑! 笑撃!ワンフレーズ（10月2日、TBS）

2009年
- たった一言で大爆笑! 笑撃!ワンフレーズ 正月SP（1月2日、TBS系）
- むちゃぶり!（2月11日、TBS）
- 笑撃!ワンフレーズ「ちょっと大人の言われたい一言」コーナー（3月27日、TBS系）
- おねだり!!マスカット（4月6日 - 2010年3月29日、テレビ東京/テレビ大阪）
- なんでも実況ショー（12月29日、テレビ東京系）

2010年
- FUJIWARAのありがたいと思えッ!（2月6日、テレビ東京系）
- おもいッきりPON!（2月12日、日本テレビ）
- キャンパスナイトフジ（2月19日、3月12日、フジテレビ）
- ちょいとマスカット!（4月7日 - 2010年9月29日、テレビ東京）
- 音流（7月2日、2012年3月23日、2013年1月4・11日、テレビ東京）
- くだまき八兵衛（7月22日、テレビ東京系）
- 音楽ば〜か（7月24日、テレビ東京）
- くだまき八兵衛（9月5日、テレビ東京系）
- おねだりマスカットDX!（10月6日 - 2011年9月28日、テレビ東京）
- めちゃ×2イケてるッ!・15年目突入のピンチをチャンスにスペシャル!!（10月9日、フジテレビ）
- 魁!音楽番付（12月22日、フジテレビ）

2011年
- 爆裂バラエティー シャバダバの空に（7月4日、関西テレビ）
- 現在進行型歴史番組・ジョージ・ポットマンの平成史（7月19日、テレビ東京）
- おねだりマスカットSP!（10月5日 - 2013年3月30日、テレビ東京）

2012年
- ヴィーナス・フューチャー
- 月刊MelodiX!（3月24日、テレビ東京）
- イメ☆パラ（MONDO TV）
- くだまき八兵衛X…セクシー女優Rioが解決!性のお悩み相談室（8月2日、テレビ東京）
- いいジャン!今夜も!（11月22日、東京MXテレビ）

2013年
- 水曜深夜はPSパチとも!いいじゃんか!（5月1日 - 9月、テレビ東京）- アシスタントとして出演

2014年
- せまソン（1月10日、日本テレビ）
- 最新最速エンタメタイム CDET!（4月19日、MUSIC ON! TV）- レギュラー

2017年
- 恵比寿マスカッツ横丁!（10月4日 - 、テレビ東京）

### ラジオ
- おぎやはぎのメガネびいき（TBSラジオ、2009年3月11日、2011年5月19日）
- とろサーモン・SODの桃色製作所（ラジオ大阪、2009年9月18日）
- PLATOn（J-WAVE、2010年2月16日）
- もっともゴチャ・まぜっ!（MBSラジオ、2010年6月26日）
- また×3ゴチャ・まぜっ!（MBSラジオ、2010年11月14日 - 2011年10月23日）
- ゴチャ・まぜっ!日曜日（MBSラジオ、2011年10月30日 - 2014年3月30日）

### ミュージックビデオ
- コブラ・スターシップ「Good Girls Go Bad」日本版PV
- SKELT 8 BAMBINO「What's Love? feat.SoulJa」（ジャケットモデルも担当）
- MANNISH BOYS「Dark is easy」

### ゲーム
- 龍が如く4 伝説を継ぐもの（2010年、キャバ嬢）※声も出演

| リスト | リスト               | リスト                                                                                  | リスト         | リスト                            | リスト                                                                          | リスト       | リスト |
| 名義   | 対応機種             | 作品名                                                                                  | 発売日         | 発売元 品番                       | 他出演                                                                          | レイティング | 備考   |
| ------ | -------------------- | --------------------------------------------------------------------------------------- | -------------- | --------------------------------- | ------------------------------------------------------------------------------- | ------------ | ------ |
| R      | DVD Players Game     | アイドルと野球拳2 スーパーアイドル3人組を脱がしちゃえ!! GET IDOLS WEAR OFF!!            | 2007年11月22日 | グラッツコーポレーション GBTD-011 | 吉崎直緒、桜木凛                                                                | R-15         |        |
| R      | UMD VIDEO Game (PSP) | アイドルと野球拳 ポータブル2 スーパーアイドル3人組を脱がしちゃえ!! GET IDOLS WEAR OFF!! | 2007年11月22日 | グラッツコーポレーション GBTU-011 | 吉崎直緒、桜木凛                                                                | R-15         |        |
| R      | Online Game          | 桃色雀荘                                                                                | 2008年         | ent!get                           | 大空あかね、園原りか、竹内あい、結城凛                                          | R-18         |        |
| R      | DVD Players Game     | オールスター野球拳2                                                                     | 2008年11月20日 | グラッツコーポレーション GBTD-014 | 麻美ゆま、小西那奈、桜井あみ、桜木凛、君野ゆめ、吉崎直緒、ほしのまき ほか 全9人 | R-15         |        |
| R      | UMD VIDEO Game (PSP) | オールスター野球拳2 ポータブル                                                          | 2008年11月20日 | グラッツコーポレーション GBTU-014 | 麻美ゆま、小西那奈、桜井あみ、桜木凛、君野ゆめ、吉崎直緒、ほしのまき ほか 全9人 | R-15         |        |

### モバイルサイト
- アイドルがイッパイ（アイパイ）

### その他
- S1 Girls vol.3(DVD付き) (株式会社ジーオーティー KISSUI 2008年6月号増刊)
- DEVILOCK - コラボレーションTシャツデザイン
- 「ROCK THE MIX」 DJ片平実(Getting Better) - ジャケットモデル(2009年1月28日、ビクターエンタテインメント、品番：VICL-63220)

## 出版

### 書籍
- AVクイーンが書いて読んでイカせるCD付官能ノベル Ki-Mo-Chi-i-i （2009年3月23日、徳間書店、ISBN 4-19-862700-2） ※Rioは「& You…」の執筆と朗読を担当する。

### 写真集
柚木ティナ名義
- Melty（2006年6月26日、彩文館出版、撮影：野川イサム） ISBN 4-7756-0131-8
- TINACLE（2007年7月30日、リイド社、撮影：松本祐二） ISBN 978-4-8458-3321-4

Rio名義
- Pocket Nude（2008年9月30日、大洋図書、撮影：天津慶亮）ISBN 978-4-8130-2091-2 ※麻美ゆま、七海なな、黒木アリサ、赤西涼、永瀬あき、大塚咲、吉井花梨、花純との合同写真集
- 増刊Rio（増刊女優シリーズ
DMM2009年1月号増刊）（2008年11月22日、GOT、撮影：天津慶亮）
- fiesta（2008年12月22日、彩文館出版、撮影：上野勇） ISBN 978-4592732617
- 神美（しんび）（2010年10月29日、白泉社、撮影：上野勇・野澤亘伸） ISBN 978-4-7756-0352-9
- ナイン・スリークォーター（2012年5月31日、徳間書店、撮影：安珠） ISBN 978-4198634025

### 電子写真集
- 僕の「Rio」（2010年11月2日）

### トレーディングカード
- ジューシーハニー プレミアムエディション2007（2007年12月22日）
- ジューシーハニー8（2008年4月26日）